# Lockfeuer
Das Entfachen eines Lockfeuers dient in der Feuerungstechnik oder beim Anheizen eines Ofens dazu, bei zeitweise witterungsbedingtem fehlendem Schornsteinzug (beispielsweise bei Inversionswetterlage) oder bei Temperaturen, die außen höher sind als innen, den Kamineffekt im Schornstein so wiederherzustellen, dass die Rauchgase einer Feuerstätte durch den Kamin abziehen können. 
Es wird entweder am tiefsten Punkt des Schornsteins, der Reinigungsöffnung, beispielsweise im Keller, oder in der Feuerstätte ein dosiertes Feuer entfacht. Dabei soll kalte Luft im Schornstein erwärmt werden und nach oben steigen, damit die ungehinderte freie Konvektion stattfinden und den Gegendruck der schwereren kalten Luft überwinden kann. Ist die Kaminwandung kälter als die Außenluft, hat die Luftsäule im noch unbeheizten Kamin eine größere Dichte als die warme Luft. Sie wird in der Aufheizphase entlang der kalten Kamininnenwand nach unten fließen, während das warme Abgas eher mittig im Kamin aufsteigt. Erst nachdem genügend warmes Abgas aufgestiegen und verwirbelt ist, ist durch die einsetzende Sogwirkung der Rauchabzug durch den Kamin für Öfen, Herde und Heizkessel gewährleistet. 
Nicht nur bei zu geringer Baukörpertemperatur, bei gleichzeitiger höherer Außentemperatur, sondern auch bei Restfeuchtigkeit im neu errichteten Mauerwerk kann ein Lockfeuer nötig sein, um eine richtige Verbrennung in Gang zu setzen, ohne dass Rauch und Abgase in den Raum strömen, da auch feuchte Luft Verbrennungskanäle blockieren kann.